# حمیدرضا بابایی
حمیدرضا بابایی (زاده ۲۲ آوریل ۱۹۷۵) بازیکن سابق فوتبال اهل ایران است. وی با باشگاه پلی اکریل اصفهان به فوتبال ایران معرفی شد، بابایی به عنوان دروازه‌بان سابقه عضویت در تیم‌های فوتبال استقلال تهران، ذوب‌آهن اصفهان، سپاهان اصفهان، پلی اکریل اصفهان، پگاه گیلان، صنعت نفت آبادان، استقلال اهواز و استقلال کیش را دارد.

## افتخارات

### به عنوان بازیکن

##### استقلال
- لیگ ایران: ۱۳۷۷

##### تیم ملی
- بازی‌های آسیایی: ۱۹۹۸